# 甲状腺機能低下症
甲状腺機能低下症（こうじょうせんきのうていかしょう）は、甲状腺ホルモンの分泌量（活性）が不十分となる疾患である。代謝内分泌疾患の一つ。先天性のものや幼少時発症のものは、発達上の障害が大きな問題となるため特にクレチン症という。

## 病態
甲状腺ホルモンは全身のエネルギー利用を促すホルモンである。エネルギー需要に応じて甲状腺から分泌されるが、本症ではこれが不足するので全身でエネルギーを利用できず、神経系、心臓、代謝など各器官の働きが低下する。

## 症状
全身がエネルギーを利用できなくなるため、症状は多岐にわたる。主な症状は、強い全身倦怠感、無力感、皮膚の乾燥、発汗減少、便秘、上下肢、脇、眉の外側の脱毛、声がかすれる、聴力の低下、目に光がなくなり、顔もぼてっとする、鍵の開け閉めなどできにくくなる、体重増加などである。
全身の活動が低下し無力感を持ったり低体温になる。皮膚の活動の低下により発汗が減少、それに加え低体温であるため皮膚が乾燥する。代謝が低下することにより皮下に粘液状の物質が沈着し浮腫となる。この浮腫みは粘液状物質でできているので粘液水腫と言う。この場合見られる浮腫みは、指で押しても全く圧痕を残さない。この浮腫(ふしゅ)は非陥没性浮腫のひとつである。腸管も活動が低下して便秘になる。活力の低下により精神活動も緩慢となり、偽痴呆を呈することがある。心臓も活動が低下して徐脈になる。心臓への粘液状物質の沈着も見られ、不整脈の原因となる。
本症で最も問題となる症状は早老による動脈硬化などである。また子供のクレチン症の場合は生育に必要な甲状腺ホルモンが欠如するので、発育障害や知的障害にいたる場合がある。
甲状腺機能低下症のその他の症状のうち、うつ症状、鼻閉、便秘／腸閉塞、多関節炎が非定型的で見逃されやすく、注意を要する。

## 統計
もっとも多いのが橋本病である。二次性、三次性のものは脳腫瘍が原因となることが多い。

## 原因
自己免疫障害によって甲状腺が攻撃される橋本病では、甲状腺が慢性炎症を起こして機能が低下する。これは原発性に分類される。発展途上国では甲状腺ホルモンの材料であるヨウ素の摂取不足により甲状腺ホルモン自体を合成できないことが原因となることがある。このほか、手術により甲状腺を摘出したり、放射線療法により甲状腺機能を廃絶させた場合に医源性の甲状腺機能低下症となる。

## 分類
甲状腺ホルモンの不足する状況としては、分泌調節の段階から次のように分類できる。
1. 原発性 : 甲状腺自体の問題のため分泌ができない場合を原発性甲状腺機能低下症と言う。
2. 二次性 : 甲状腺刺激ホルモン（以下TSH）が低下しているために甲状腺ホルモンを分泌できない場合を二次性甲状腺機能低下症と言う。
3. 三次性 : 甲状腺刺激ホルモン放出ホルモン（以下TRH）が低下しているためにTSH、甲状腺ホルモンとも分泌できない場合を三次性甲状腺ホルモン低下症と言う。
4. さらに、ホルモン分泌量は十分でありながら、受容体の異常によって利用できていない状態（ホルモン不応性）もありうる。

次性を°、甲状腺ホルモンをT、上昇を↑、低下を↓、因果関係を（原因）→（結果）、と略記すると、以上の分類は以下のように略記できる。
1. °: T↓
2. °: TSH↓→T↓
3. °: TRH↓→TSH↓→T↓

## 検査
身体所見では、甲状腺腫大、下肢の非圧痕性浮腫、アキレス腱反射の弛緩相遅延などみられる。
甲状腺ミオパチーでは、筋力低下、易疲労性、筋強直、筋痛をしばしば認める。筋肉組織内への粘液物質の蓄積が原因と考えられている。甲状腺ミオパチーにおいて筋肥大がめだつものを Hoffmann症候群と呼ぶ。また筋叩打による局所的筋膨隆を mounding現象と呼ぶ。
血液検査
free T3, T3 ... 低下が多い。
free T4, T4 ... 低下が多い。
甲状腺刺激ホルモン (TSH、サイロトロピン)  ...  原発性、二次性などの鑑別に必要。
抗TPO抗体  ...  橋本病による甲状腺機能低下症を鑑別する

## 診断
TSH、TRHの反応から二次性、三次性が鑑別できる。

## 治療
治療は甲状腺ホルモンの投与を行うが、軽度であれば経過観察のみとすることもある。レボチロキシン (Levothyroxine) の投与は、現在多くの場合は朝一回投与で処方されるが、就寝前投与がより有効であるとの報告がある。
潜在性甲状腺機能低下症であっても, TSH > 10 mU/Lであれば症状を伴わなくとも治療すべきという意見もある。また潜在性甲状腺機能低下症のうち33-55%の患者は、その後臨床的な甲状腺機能低下症に進行するといわれている。